# Lijst van rijksmonumenten in Knegsel
De plaats Knegsel telt 7 inschrijvingen in het rijksmonumentenregister. Hieronder een overzicht.
| Object                                                                     | Oorspronkelijke functie? | Bouwjaar                                                                       | Architect       | Locatie                          | Coördinaten?                  | Nr.?   | Afbeelding                                                                 |
| -------------------------------------------------------------------------- | ------------------------ | ------------------------------------------------------------------------------ | --------------- | -------------------------------- | ----------------------------- | ------ | -------------------------------------------------------------------------- |
| Terrein waarin overblijfselen van een nederzetting en een urnenveld        | Archeologisch monument   | Mesolithicum (nederzetting) late Bronstijd (urnenveld)                         |                 | Knegselse Heide, Hoogeloonsedijk | 51° 23' 48" NB, 5° 19' 40" OL | 46113  | Upload foto                                                                |
| Terrein waarin overblijfselen van nederzettingen                           | Archeologisch monument   | Mesolithicum en late Bronstijd                                                 |                 | Hoekdries                        | 51° 23' 43" NB, 5° 19' 59" OL | 46114  | Upload foto                                                                |
| Terrein waarin de overblijfselen van een grafveld, urnenveld en aarden wal | Archeologisch monument   | Romeinse tijd (grafveld) IJzertijd (urnenveld) vermoedelijk middeleeuwen (wal) |                 | Wolfhoekse Heide, Oude Dijk      | 51° 23' 26" NB, 5° 21' 15" OL | 46115  | Terrein waarin de overblijfselen van een grafveld, urnenveld en aarden wal |
| Terrein waarin 2 grafheuvels                                               | Archeologisch monument   | 10/1 Bronstijd 10/2 Neolithicum en/of Bronstijd                                |                 | Wolfhoekse Heide, Moormanlaan    | 51° 23' 24" NB, 5° 21' 46" OL | 46116  | Terrein waarin 2 grafheuvels                                               |
| Terrein waarin 8 grafheuvels en een urnenveld                              | Archeologisch monument   | Bronstijd/ IJzertijd                                                           |                 | Huismeer                         | 51° 24' 21" NB, 5° 21' 4" OL  | 46118  | Meer afbeeldingen                                                          |
| Monulphus en Gondulphus                                                    | Kerk en kerkonderdeel    | 1926                                                                           | H.W. Valk       | Steenselseweg 2                  | 51° 23' 55" NB, 5° 20' 53" OL | 520272 | Meer afbeeldingen                                                          |
| Monulphus en Gondulphus                                                    | Kerkelijke dienstwoning  | 1900 (bouw) 1913 (uitbreiding)                                                 | J. van der Mark | Steenselseweg 4                  | 51° 23' 54" NB, 5° 20' 53" OL | 520273 | Meer afbeeldingen                                                          |